# Ripon
Ripon ist eine Kleinstadt in der englischen Unitary Authority North Yorkshire und hatte gemäß Volkszählung im Jahre 2022 insgesamt 16.593 Einwohner.

## Lage
Ripon liegt 20 km nördlich von Harrogate. Großstädte im Umkreis sind Leeds (45 km südlich), Bradford (50 km südwestlich), York (40 km südöstlich) und Middlesbrough (50 km nördlich). Der River Ure fließt in Nord-Süd-Richtung durch die Stadt, während der River Skell aus Westen kommend in den Ure mündet. Der River Laver ist ein Zufluss des River Skell im Westen der Stadt.

## Bevölkerung
| Jahr      | 1991   | 2011   |
| Einwohner | 15.600 | 16.363 |

## Geschichte
Die ständige Besiedlung von Ripon geht auf ein Kloster zurück, das im 7. Jahrhundert gegründet wurde. Im Jahr 1108 erhielt Ripon Stadtrechte. Mittelpunkt der Stadt ist der Marktplatz mit dem 1702 errichteten Obelisken, dem heute ältesten freistehenden Obelisken des Landes. Seit Jahrhunderten (angeblich seit über 1100 Jahren) wird die Tradition gepflegt, dass um 21.00 Uhr der Stadtwächter auf dem Marktplatz an den vier Ecken des Obelisken in sein Horn bläst.

## Politik

### Stadtrat
Der Stadtrat besteht aus 12 gewählten Personen, je drei repräsentieren jeden der vier Bezirke Ripons: Minster Ward, Moorside Ward, Spa Ward und Ure bank ward. Aus ihrer Mitte wählen sie den Bürgermeister.

### Wappen
Das Wappen zeigt ein goldenes Waldhorn auf rotem Grund. Ein traditionell gekleideter Beamter tritt regelmäßig im Stadtzentrum oder bei Festlichkeiten als historischer Hornbläser mit einem Nachbau auf.

### Städtepartnerschaften
Ripon unterhält eine Städtepartnerschaft mit
- Foix, Frankreich

## Kultur und Sehenswürdigkeiten

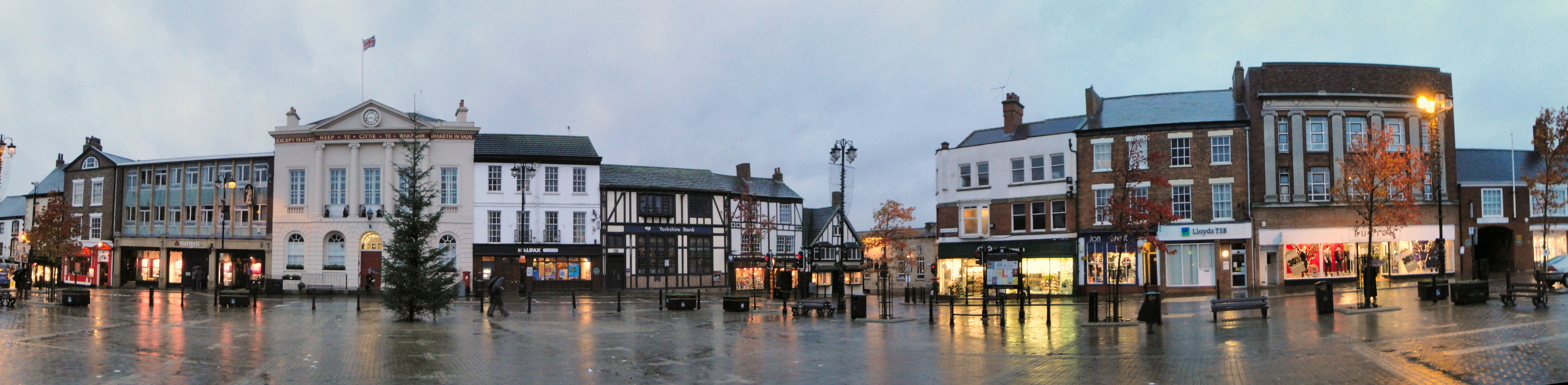
Marktplatz von Ripon

- Die Hauptsehenswürdigkeit der Stadt ist die Kathedrale, die um 672 unter Wilfrid, dem Bischof von York, als eine der ersten Steinkirchen Englands gebaut wurde. Sie wurde um 860 bei einem Brand zerstört und danach wieder aufgebaut, um im Jahr 1069 von den Normannen erneut zerstört zu werden. Im Jahr 1080 ließ Thomas von Bayeux, der erste normannische Erzbischof von York, eine neue Kirche bauen. Im 12. und 13. Jahrhundert wurde diese stark erweitert. Während eines Sturms im Jahre 1450 stürzte der mittlere Turm ein, und die Kirche blieb jahrelang nicht benutzbar. Ursprünglich war die Kathedrale ein Münster (Klosterkirche). Zur Kathedrale wurde sie erst, als im Jahr 1836 die Diözese Ripon gegründet wurde – die erste Neugründung seit der Reformation.

Umgebung
- Gut 5 km südwestlich von Ripon liegt Fountains Abbey, Großbritanniens größte Klosterruine. Das Kloster wurde 1132 von 13 Benediktinermönchen gegründet. Heinrich VIII. ließ das Kloster im Jahr 1539 auflösen und verkaufte es in Privatbesitz. Heute gehören Fountains Abbey und das nahe gelegene Anwesen Studley Royal dem britischen National Trust.
- Weitere Attraktionen sind auch die nördlich von Ripon gelegenen Thornborough Henges sowie der Studley Royal Water Garden südwestlich der Stadt.

## Infrastruktur: Verkehr
Ripon befindet sich an der A61 (Derby–Thirsk), die sich fünf Kilometer nordöstlich der Stadt mit der Fernstraße A1 (London–Edinburgh) kreuzt. Weitere Straßen sind die nach Richmond führende A6108 sowie die B6265, über welche bei Boroughbridge ein Anschluss an die autobahnähnliche A1(M) besteht.
Ripon war ab dem 1. Juni 1848 über die Bahnstrecke Leeds–Northallerton an das Schienennetz Großbritanniens angeschlossen. Am 6. März 1967 wurde der Bahnhof für den Personenverkehr geschlossen und am 5. September 1969 wurde die Bahnstrecke im Zuge der Beeching-Axt vollständig stillgelegt. Die Kosten einer Reaktivierung der Linie würden sich auf etwa £40 Mio. belaufen. Dabei geht man von etwa 1200 Passagieren am Tag im Eröffnungsjahr und bis zu 2700 Passagieren in den Folgejahren aus.
Ripon ist über den Ripon Canal mit dem schiffbaren River Ure und in dessen Folge über den River Ouse mit dem englischen Narrowboat-Kanalsystem verbunden. Der Kanal endet als einer der nördlichsten Punkte des gesamten Netzwerks im Ripon Canal Basin. Im Jahre 1769 errichtet, wurde 1956 die Auflassung beschlossen, doch gelang es lokalen Stellen und Vereinigungen, den drohenden Verfall zu verhindern und den Kanal wieder der Freizeitschifffahrt zur Verfügung zu stellen.

## Söhne und Töchter der Stadt
- Edmund Jenings (1659–1727), Politiker
- Edward Baines der Ältere (1774–1848), Publizist und Parlamentsmitglied
- George Robinson, 1. Marquess of Ripon (1827–1909), Staatsmann und Diplomat
- Edward Gawler Prior (1853–1920), Politiker und Bergbauingenieur – Premierminister der Provinz British Columbia
- Frederick Orpen Bower (1855–1948), Botaniker
- David George Kendall (1918–2007), Autorität auf dem Gebiet der Angewandten Wahrscheinlichkeit und der Datenanalyse
- Julie Ward (* 1957), Politikerin
- Simon Grayson (* 1969), Fußballtrainer
- Billie Marten (* 1999), Singer-Songwriterin